# Jean-François Borel
Jean-François Borel (Antuérpia, 4 de julho de 1933 – Arlesheim 2 de julho de 2025) foi um microbiologista e imunologista belga, reconhecido como um dos descobridores da ciclosporina.

## Carreira
Borel estudou na Universidade da Antuérpia e no Instituto Federal de Tecnologia de Zurique, onde obteve em 1964 um doutorado em genética imunológica. Esteve depois no Instituto de Pesquisas Médicas da Suíça. A partir de 1970 trabalhou no Laboratório de Pesquisas da Sandozem Basileia.
Em 1972 Borel esteve envolvido na descoberta dos efeitos imunossupressores da ciclosporina (denominada na Sandoz como Sandimmun), que a Sandoz isolou em 1971 de um fungo que um seu funcionário trouxe ao retornar de férias na Noruega. O programa de rastreio da Sandoz foi anteriormente desenvolvido por K. Saameli (e Stähelin) e os procedimentos de testes imunológicos de S. Lazary. Inicialmente foi considerado seu uso como antibiótico. Quando foi percebido que a substância agia apenas sobre células T, tendo portanto potencial para a medicina de transplante, Borel chamou muita atenção em 1976 em um congresso em Londres. Na prática do transplante de órgãos, o novo medicamento foi testado em 1977 pelo cirurgião britânico Roy Yorke Calne.
Em 1983 Borel foi vice-presidente da divisão farmacêutica da Sandoz (mais tarde Novartis). Foi desde 1981 professor de imunofarmacologia na Universidade de Berna. 
Também envolvido na descoberta e desenvolvimento estava Hartmann Stähelin, chefe do Departamento de Farmacologia da Sandoz, que incluía o Departamento de Imunologia, e depois houve uma disputa sobre suas respectivas ações na descoberta.
Borel recebeu em 1986 o Prêmio Internacional da Fundação Gairdner, em 1993 o Prêmio Saúde InBev-Baillet Latour, em 1984 o Prêmio Cloëtta e em 1987 o Prêmio Paul Ehrlich e Ludwig Darmstaedter.

## Morte
Borel morreu no dia 2 de julho de 2025, aos 91 anos.